# Центральная белорусская рада Виленщины и Гродненщины

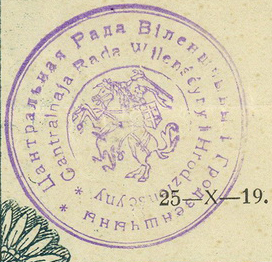
Печать Центральной белоруской рады Виленщины и Гродненщины с Погоней, 1919 г.

Центральная беларуская рада Виленщины и Гродненщины — орган политического представительства белорусского национального движении в западной части Беларуси, которая находилась под контролем польских властей в 1919—1921 годах.

## История
Образована 9—10 июня 1919 года в Вильно на Белорусском съезде Виленщины и Гродненщины. В первый состав президиума вошли: Клавдий Дуж-Душевский (председатель), Михаил Коханович (вице-председатель), Ян Станкевич, Бронислав Тарашкевич, Янка Черепук, священник Кушнев, ксёндз Михал Петровский и другие. 

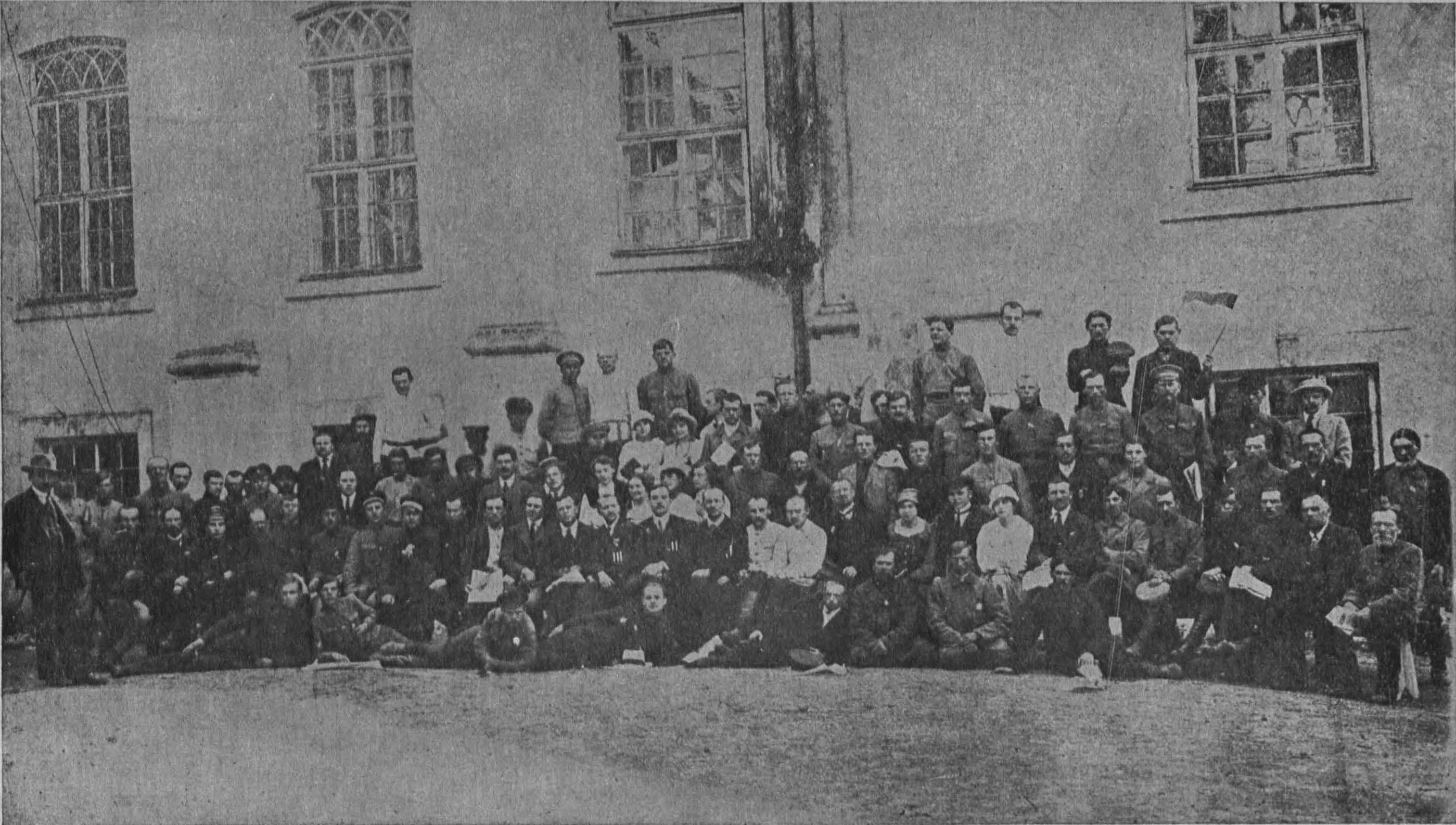
Участники Белорусском съезде Виленщины и Гродненщины 10 июня 1919 года.

Выступала в защиту социальных и национальных прав белорусского народа, содействовала развитию белоруской школы, издательского дела, кооперации, занималась благотворительностью на благо потерпевших от войны и детей-сирот. Находилась под влиянием Белоруской партии социалистов-революционеров, которая находилась в оппозиции к польским властям. В политической деятельности придерживалась актов Белоруской Народной Республики за независимую и демократическую республику. В 1919 году, когда Рада БНР фактически не функционировала, претендовала на роль главного политического центра белорусского освободительного движения. 2 августа 1919 года инициировала создание Белоруской военной организации (позже преобразована в Белорусскую военную комиссию), 15 июля 1919 года — издательского общество «Веда» (глава Ян Станкевич). 22 сентября 1919 года в Вильно организовала учительские курсы для подготовки учителей белорусских школ (училось более 70 учителей с Виленской и Гродненской губерний). С 18 сентября 1919 года издавала информационную бюллетень Рады латиницей и кириллицей на шапирографе (вышло более 10 номеров). В сентябре 1919 года в состав Рады вошли представители от Белорусского учительского союза в Вильно, Белорусского общество помощи жертвам войны, Виленского Белнацкома, Виленского союза кооперации и других организаций: Александр Коробач, Фабиан Яремич, Францишек Кушель, Вацлав Ластовский, Игнат Конченевский и другие. 
18 сентября 1919 года в новый состав президиума Рады вошли Бронислав Тарашкевич (председатель), Михаил Коханович, Александр Карабач (вице-председатель), Вацлав Ластовский (секретарь), Фабиан Яремич (казначей). На протяжении своей деятельности Рада неоднократно выступала с протестами против репрессий по отношению к белорусскому населению, арестов белорусских национальных деятелей, закрытия белорусских школ. Инициировала сбор подписей за восстановление закрытой Будславской белоруской гимназии. В начале 1920 года из-за отсутствие Бронислава Тарашкевича обязанности председателе исполнял Александр Карабач. В это время в связи с сильным политическим и административным давлением польских властей Рада фактически прекратила свою деятельность. Её функции по попечении белорусских школ, по развитии культурно-просветительной и кооперативным делам в регионе взяли на себя Временный Белорусский национальный комитет в Менске, Белорусская центральная школьная рада, Центральный белорусский союз сельским хозяйства и другие. Попытки активизировать работу Рады в конце 1920 — нач. 1921 года успеха не мели.